# Georg Lisiewski

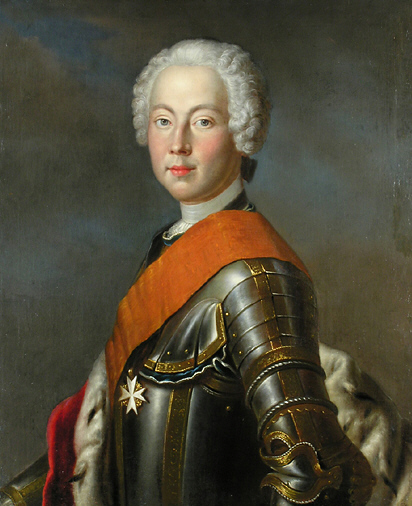
Retrato del Margrave Federico de Brandeburgo-Bayreuth

Georg Lisiewski o Jerzy Lisiewski (1674-6 de enero de 1750) fue un pintor barroco de retratos de la corte del rey Federico Guillermo I de Prusia. Lisiewski, de origen polaco, sería el jefe de una notable familia de pintores que abarcó tres generaciones.

## Biografía
Según la antigua tradición, nació en Olesko, una ciudad entonces del Voivodato ruteno polaco (ahora en Ucrania) y probablemente fue enseñado por pintores activos del castillo de Olesko, que también fue el lugar de nacimiento del rey Juan III Sobieski (1629-1696). Sin embargo, otras fuentes afirman que nació en Olecko (Marggrabowa) en el Ducado de Prusia, en el seno de una familia polaca luterana. Un grabado a media tinta decorado con la firma de Georg Lisewsskij, ilustrando un cuaderno de viaje de Otto Friedrich von der Groeben fue emitido en la prusiana Marienwerder (Kwidzyn) en 1694. Pudo recibir un aprendizaje por el pintor de corte sueco David von Krafft en la Pomerania Sueca, en consideración a la similitud de estilo.
Sobre 1700 Lisiewski se trasladó a Berlín, donde el 24 de noviembre de 1707 se casó con Maria Elizabeth Kahl de Pomerania. Ambos eran miembros de la comunidad pietista fundada por Philipp Spener en la Iglesia de San Nicolás. Se convirtió en padre de los pintores alemanes Anna Dorothea Therbusch, Anna Rosina de Gasc y Christoph Friedrich Reinhold Lisiewski. También fue profesor de los pintores de corte Thomas Huber (1700-1779) y David Matthieu (1697-1756), el padre de Georg David Matthieu.
Bajo el gobierno del sobrio "Rey Soldado" Federico Guillermo I a partir de 1713 la vida artística en la corte de Berlín se paralizó, sin embargo, los retratos austeros de Lisiewski continuaron siendo muy apreciados. Apoyado por la culturizada reina consorte Sofía Dorotea, rivalizó con Antoine Pesne como el principal pintor de corte. De parte del rey y del Ejército prusiano, pintó retratos de generales como el Príncipe Leopoldo de Anhalt-Dessau, coroneles y miembros de los Gigantes de Potsdam para las salas del Palacio de la Ciudad de Potsdam. En 1715 el Príncipe Cristián Augusto de Anhalt-Zerbst lo convocó en Stettin para retratar a los subalternos de su regimiento de infantería. Lisiewski también retrató a numerosos funcionarios del estado prusiano, nobles y comerciantes berlineses. 
Estableció incluso más cercanas relaciones con la Casa de Ascania de Anhalt, cuando en 1730 acompañó a su hija Anna Rosina a la corte de Stettin del Príncipe Cristián Augusto, donde ella retrató a la Princesa consorte Juana Isabel. Cuando Federico II sucedió en el trono prusiano, la carrera de Lisiewski en Berlín llegó a su fin, sin embargo obtuvo más encargos de la corte de Anhalt-Dessau, incluso después de la muerte del Príncipe Leopoldo en 1747. 
Lisiewski murió en Berlín. Sus pinturas fueron apreciadas por artistas contemporáneos como Joachim Martin Falbe (1709-1782).